# Deinacrida mahoenui

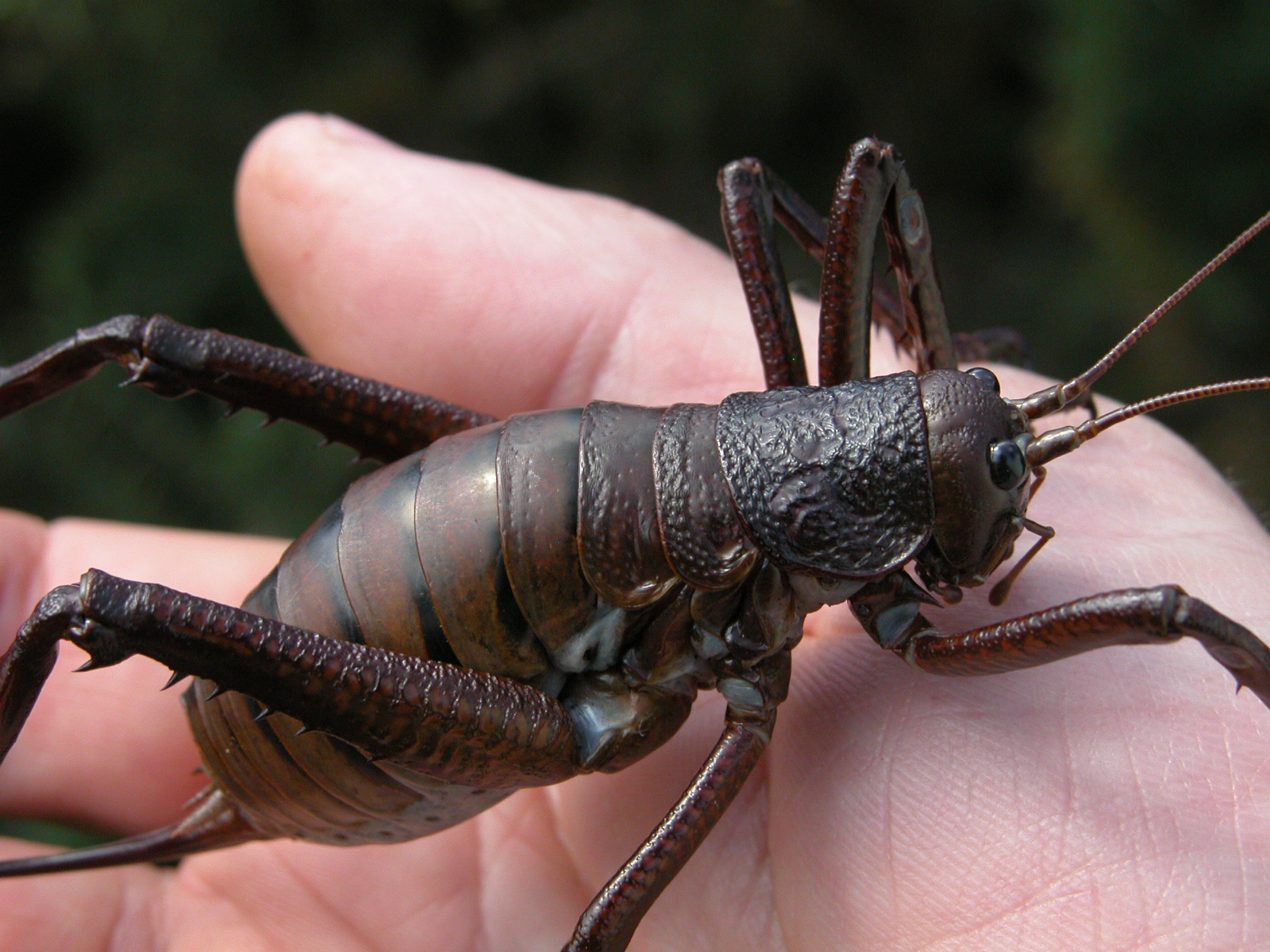
Weibchen, dunkelbraune Farbvariante

Deinacrida mahoenui ist eine endemisch auf Neuseeland vorkommende Langfühlerschrecke (Ensifera) aus der Familie der Weta (Anostostomatidae). Das Artepitheton bezieht sich auf die im Westen der Nordinsel Neuseelands liegende Gemeinde Mahoenui nahe der Kleinstadt Te Kūiti, wo die Art gefunden wurde.

## Merkmale
Die Imagines von Deinacrida mahoenui zählen zu den sehr großen Vertretern der Langfühlerschrecken. Weibchen erreichen eine Körperlänge von bis zu 75, Männchen von bis zu 50 Millimetern. Weibchen wiegen im Durchschnitt 19, Männchen 12 Gramm. Es wird davon ausgegangen, dass die bedeutende Größe auf das Phänomen des Inselgigantismus zurückzuführen ist. Beide Geschlechter sind flügellos. Es treten zwei Farbvarianten auf, eine dunkelbraune sowie eine goldgelbe. Das Tergum ist gepanzert. Die Beine sind mit Dornen versehen. Die Fühler sind sehr lang. Auffällig ist der sehr lange, leicht nach oben gebogene Ovipositor bei den Weibchen.

## Verbreitung und Vorkommen
Die Art kommt endemisch und sehr lokal auf Neuseeland vor. Mit Umsetzungsprogrammen wird dort eine Erweiterung des Verbreitungsgebiets angestrebt. Deinacrida mahoenui besiedelt bevorzugt mit Stechginster (Ulex) bestandene Landschaften sowie Weidegebiete.

## Entwicklung und Lebensweise
Nach der Befruchtung legen die Weibchen von Deinacrida mahoenui im Frühherbst die Eier mittels des langen Ovipositors bis zu 23 Millimeter unter die Erdoberfläche. Insgesamt werden 200 bis 400 Eier produziert. Bevor der Winter beginnt, sterben die erwachsenen Tiere. Die Nymphen (Larven) schlüpfen im März und April des folgenden Jahres. Bis zum August häuten sie sich einmal pro Monat, danach alle zwei Monate. Im Februar des folgenden Jahres sind sie ausgewachsen. Sollte während der ersten sechs Häutungsphasen ein Bein oder ein Fühler abbrechen, besitzen sie die Fähigkeit, dass die beschädigten Körperteile nach einer Häutung wieder nachwachsen. Die Nymphen ernähren sich in erster Linie von Insekten (Insecta), zuweilen von Blättern oder Rinde. Auch Kannibalismus wurde beobachtet. Die Imagines leben einzeln in ihren Biotopen. Wenn ein Eindringling in ihr Territorium gelangt, versuchen sie diesen durch Warngeräusche (Stridulation) oder durch Drohen mit ihren dornigen Hinterbeinen zu vertreiben.

## Gefährdung
Die Art war früher auf Neuseeland weit verbreitet. Durch eingeschleppte Säugetierarten wurden viele Populationen dieser flugunfähigen Schrecken jedoch vernichtet und sie kommen heute nur in sehr kleinen Gebieten auf Neuseeland vor. Um das Risiko des Aussterbens zu reduzieren, wurden Umsetzungsaktionen in Regionen durchgeführt, in denen eine Gefährdung durch Buschfeuer gering ist und die von eingeschleppten Säugetieren (insbesondere Ratten) frei sind. Zukünftige Bemühungen, Deinacrida mahoenui zu etablieren erfordern eine sorgfältige und langfristige Überwachung der Populationen, insbesondere an Stellen, an denen die Wahrscheinlichkeit einer Wiederinvasion von Säugetieren hoch ist. Die Art wird von der Weltnaturschutzorganisation IUCN noch nicht offiziell erfasst, gilt jedoch als „endangered = gefährdet“.